# Ротлебен
Ротлебен (њем. Rottleben) општина је у њемачкој савезној држави Тирингија. Једно је од 50 општинских средишта округа Кифхојзер. Према процјени из 2010. у општини је живјело 666 становника. Посједује регионалну шифру (AGS) 16065062.

## Географски и демографски подаци
Ротлебен се налази у савезној држави Тирингија у округу Кифхојзер. Општина се налази на надморској висини од 145 метара. Површина општине износи 9,2 km². У самом мјесту је, према процјени из 2010. године, живјело 666 становника. Просјечна густина становништва износи 73 становника/km².